# جبل أوروهنا

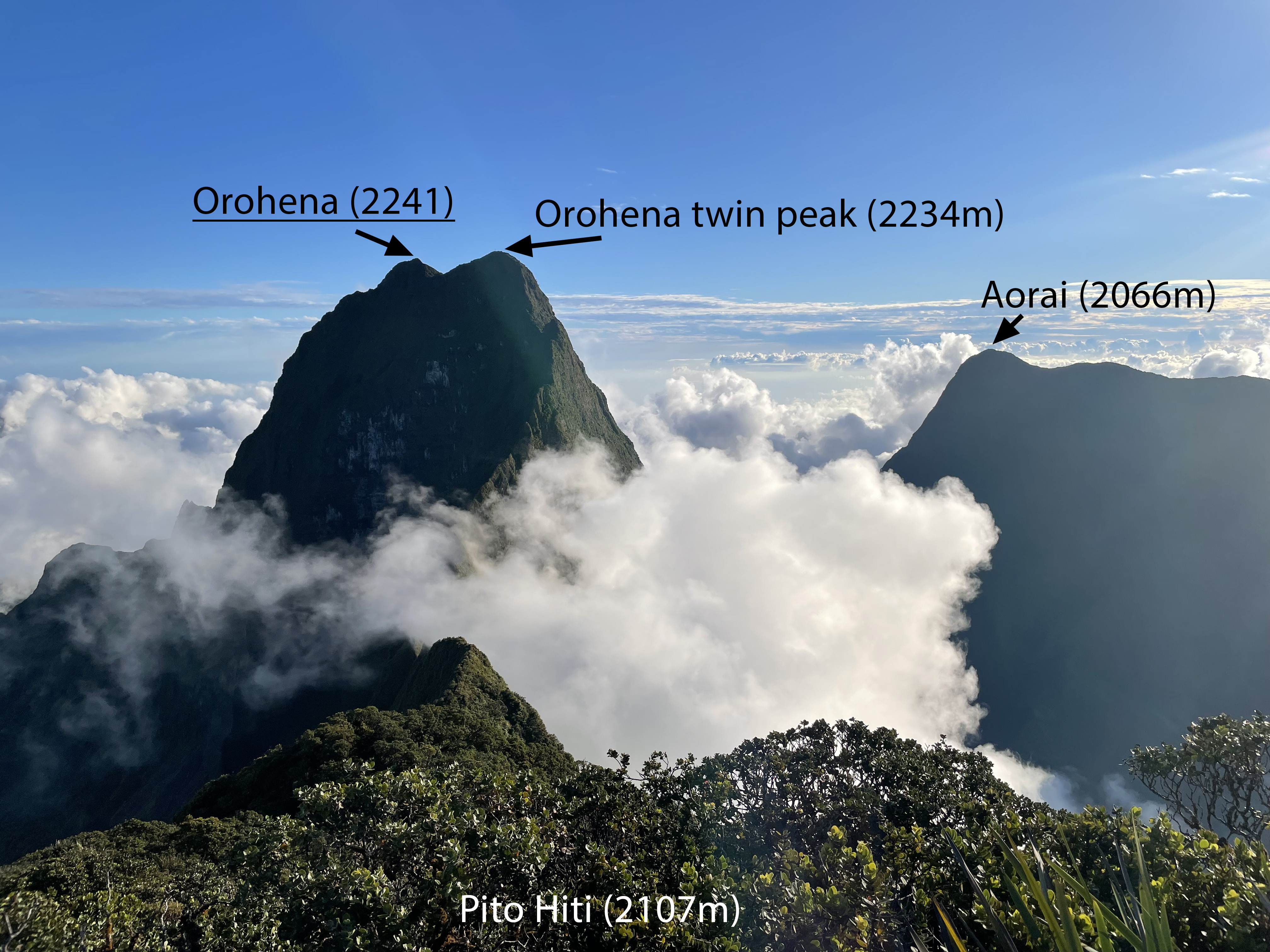
جبل أوروهِنا، قمة أوروهِنا التوأم المنخفض قليلاً وجبل أوراي يُرًا من جبل بيتو هيتي

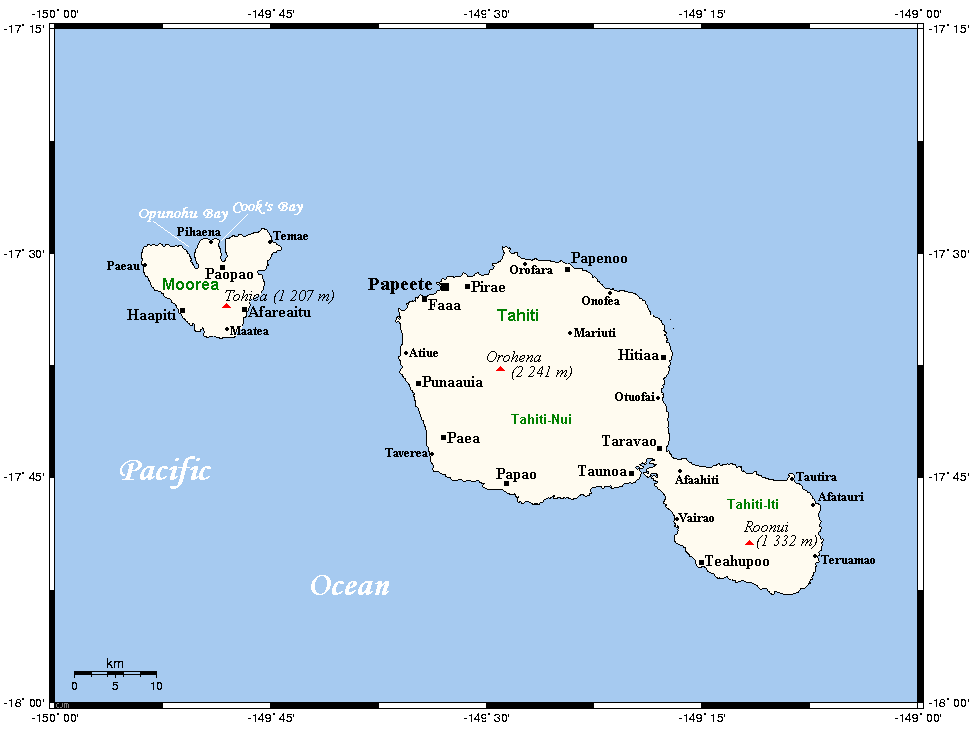
يقع جبل أوروهِنا في وسط تاهيتي

جبل أوروهِنا هو جبل يقع في جنوب المحيط الهادئ، على جزيرة تاهيتي. يبلغ ارتفاعه 2241 مترًا (7352 قدمًا) فوق مستوى سطح البحر، وهو أعلى نقطة في بولينيزيا الفرنسية. جبل أوروهِنا هو بركان خامد ويحتل المرتبة السابعة في العالم من حيث العزلة الطبوغرافية